# Walter Ceneviva
Walter Ceneviva (Catanduva, 19 de fevereiro de 1928 – São Paulo, 22 de julho de 2025) foi um advogado, jurista e professor universitário brasileiro.

## Carreira
Foi conselheiro da AASP - Associação dos Advogados nos triênios 1975-1977 e 1978-1980, e, no último ano do segundo mandato, ocupou a vice-presidência da AASP, naquele ano presidida por Miguel Reale Júnior.
Foi professor de direito civil da Pontifícia Universidade Católica de São Paulo e assinou a coluna "Letras Jurídicas" no jornal Folha de S. Paulo, até 30 de novembro de 2013.
Em 22 de julho de 2025, morreu aos 97 anos, em São Paulo.

## Obras
Lista parcial, as datas das primeiras edições estão de acordo com o que consta do sítio da Biblioteca Nacional
| nº sequencial | Título                                         | Ano do lançamento |
| ------------- | ---------------------------------------------- | ----------------- |
| 01            | Anotações à legislação de divórcio             | 1978              |
| 02            | Lei dos Registros Públicos Comentada           | 1979              |
| 03            | Novo Registro Imobiliário Brasileiro           | 1979              |
| 04            | Manual do Registro de Imóveis                  | 1988              |
| 05            | Direito Constitucional Brasileiro              | 1989              |
| 06            | Publicidade e Direito do Consumidor            | 1991              |
| 07            | Plebiscito: direito e dever                    | 1993              |
| 08            | Segredos profissionais                         | 1996              |
| 09            | Lei dos Notários e dos Registradores Comentada | 1996              |